# La Famille de sang
La Famille de sang est le 8e épisode de la troisième saison de la deuxième série de la série télévisée britannique Doctor Who. Son titre sur l'édition DVD française est Quand l'alien devient humain. Cet épisode, en deux parties, et sa suite Smith, la Montre et le Docteur, ont été nommés pour les prix Hugo 2008 du meilleur court-métrage/épisode de série.

## Accroche
En 1913 en Angleterre, un professeur des plus ordinaires, John Smith, rêve de voyages à travers le temps et l'espace dans une étrange boîte bleue. Mais quand de mystérieuses lumières apparaissent dans le ciel, Martha, la servante de John Smith, doit le convaincre que lui seul peut sauver le monde…

## Distribution
- David Tennant : Le Docteur
- Freema Agyeman : Martha Jones
- Jessica Hynes : Joan Redfern
- Rebekah Staton : Jenny
- Thomas Sangster : Tim Latimer
- Harry Lloyd : Jeremy Baines
- Tom Palmer : Hutchinson
- Gerard Horan : M. Clark
- Lauren Wilson : Lucy Cartwright
- Pip Torrens : Rocastle
- Matthew White : Phillips
- Derek Smith : Portier
- Peter Bourke : M. Chambers

## Résumé
Le Docteur et Martha courent vers le TARDIS alors qu'un ennemi invisible les pourchasse. Le Docteur raconte à Martha qu'ils sont poursuivis par la famille du sang qui cherche à s'emparer de la force de vie de seigneur du temps du Docteur pour échapper à la mort. Il dit à Martha qu'il doit se transformer en un humain pour échapper à la détection de la famille jusqu'à ce qu'elle disparaisse et lui donne une liste d’instructions à suivre. Il utilise un dispositif appelé «l'arc de caméléon» pour le transformer en humain et transférer son essence et ses souvenirs de Seigneur du temps dans une montre à gousset qu'il demande à Martha de garder.
Ils atterrissent sur Terre en 1913. Le Docteur devient John Smith, un enseignant à Farringham School pour les garçons, alors que Martha agit comme une femme de ménage à l'école. John est calme et timide, mais de faibles souvenirs du docteur se glissent dans ses rêves. Il catalogue les rêves dans un livre qu'il a intitulé ‘’A Journal of Impossible Things’’ (Journal des choses impossibles). John garde la montre dans son manteau, mais un filtre de perception autour de lui l'empêche d'être curieux. John s’est également entiché de l'infirmière de l'école, la jeune veuve Joan Redfern, et partage son journal avec elle. Martha s’en préoccupe, car le docteur ne l'a pas instruit sur ce qu’elle devait faire au cas où il tomberait amoureux. Elle lutte également avec son humble position sociale à l'école. Cependant, son ressentiment envers les écoliers publics arrogants est tempéré par le fait que beaucoup d'entre eux vont mourir au cours de la Première Guerre mondiale. Timothy Latimer, un jeune étudiant à l'école avec ESP, découvre la montre à gousset et décide de la garder pour lui.
La famille de sang a suivi le Docteur sur Terre et a caché son vaisseau sous un bouclier d'invisibilité dans un bois voisin. La famille cherche des humains à posséder et investit les corps de plusieurs personnes, y compris un des écoliers, Jeremy Baines. Alors que Timothy ouvre brièvement la montre à gousset et connaît des portions de mémoire du docteur, la famille détecte sa présence à l'école. Ils essaient d'obtenir des informations de Martha au sujet du docteur quand elle se rend compte que la famille les a trouvés et essaie de récupérer la montre mais n’arrive pas à la trouver. Elle parle avec John et essaie d'éveiller son côté Seigneur du temps, mais, au lieu de cela, il se met en colère contre elle et décide de la renvoyer. Cette nuit-là, John, en compagnie de l'infirmière Redfern, décide de se rendre à la danse du village. Sur place, Martha tente à nouveau de persuader John de redevenir le docteur en lui montrant des éléments de son passé comme son tournevis sonique. Maintenant, conscient que John Smith est le docteur, la famille interrompt la danse et l'affronte. Ils prennent Martha et Joan en otages et donnent à John le choix de redevenir un Seigneur du temps ou de regarder ses compagnons mourir.

## Continuité
- L'alias de John Smith pour le Docteur est un clin d'œil récurrent au fur et à mesure dans la saison, notamment dans La Loi des Judoons[1].
- Sur le Journal des choses impossibles de John Smith, on trouve dessinés, entre autres : le TARDIS (intérieur et extérieur), un tournevis sonique, K-9, Rose Tyler (« elle s'efface » dit le Docteur), des Autons de l'épisode (Rose), des robots-horloges issus de La Cheminée des temps, des Cybermen, des Daleks, Mox de Baloon (La Fin du monde), un Raxacoricofallapatorien (sans doute un membre des Slitheen), un zombie-masque à gaz de Drôle de mort/Le Docteur danse. On y verrait des dessins des dix incarnations du Docteur, mais toutes ne sont pas montrées à l'écran. La montre gousset y est aussi dessinée[2].
- Le jeune Timothy voit aussi différentes séquences du passé du Docteur, on trouve aussi le Dalek de l'épisode Dalek, des Oods, des Cybermen, des Sycorax, le « loup-garou », la reine des Racnoss et Lazarus dans sa forme hybride. On voit aussi le Docteur utiliser un tournevis sonique dans différents épisodes. On entend aussi Face de Boe dire au Docteur « Vous n'êtes pas seul ».
- L'habilité de John Smith avec la balle de cricket est un rappel de ce que le 5e Docteur pouvait faire dans ses épisodes[2].
- Mademoiselle Redfern remarque qu'il est attiré par les jeunes femmes et qu'il doit avoir « une femme près de chaque cheminée » (« A girl at every fireplace ») qui renvoie à l'épisode La Cheminée des temps (titré en version originale The Girl in the Fireplace).
- Lorsque Joan lui demande où il a appris à dessiner, John Smith lui répond que c'est à Gallifrey et que cela se trouve probablement en Irlande. Cette fausse géolocalisation était déjà récurrente dans l'ancienne série[3].
- Lorsque John Smith parle de ses parents, il dit qu'ils s'appellent Sydney et Verity. C'est une référence au créateur de la série Sydney Newman, et à la première productrice de la série Verity Lambert. Russell T Davies a confirmé cela dans Doctor Who Confidential.
- Si John Smith a un certain talent pour le dessin et ne le cache pas, il n'en va peut-être pas de même pour le Docteur, puisqu'il affirmait ne pas savoir dessiner « autre chose que des bonhommes en formes de bâtons » dans l'épisode Londres 2012[3].
- L'épisode est une réécriture d'un roman de 1995, dérivé de la série Doctor Who et qui s'appelait déjà Human Nature, et qui mettait en scène le 7e Docteur et sa compagne Bernice Summerfield. L'histoire est sensiblement différente puisque dans le roman, le Docteur changeait de forme pour étudier la nature humaine, et Bernice prenait le rôle de sa nièce. Martha prend évidemment un rôle sensiblement différent, ce qui permet de mettre en scène la condition des servantes de l'époque.
- D'ailleurs pour la première fois de la saison, Martha est l'objet d'une discrimination raciale, notamment de la part des élèves[1].
- Comme dans Le Docteur danse et La Cheminée du temps, le terme « danser » possède un double sens. Cependant, il prend ici une connotation moins sexuelle que sentimentale. La danse est en effet liée à l'affection mutuelle grandissante que se portent John Smith et Joan[1].